# Adradas
Adradas je španělská obec. Leží v provincii Soria v autonomním společenství Kastilie a León v nadmořské výšce 1 053 metrů nad mořem. Žije zde 58 obyvatel.
Obec leží na trati z Torralby do Sorie, hlavního města provincie. Místní nádraží bylo otevřeno 1. června 1892.[zdroj?]